# بيني ديهافن
بيني ديهافن (بالإنجليزية: Penny DeHaven)‏ هي مغنية وكاتبة غنائية أمريكية، ولدت في 17 مايو 1948 في وينشستر في الولايات المتحدة، وتوفيت في 23 فبراير 2014.

## وصلات خارجية
- بيني ديهافن على موقع IMDb (الإنجليزية)
- بيني ديهافن على موقع ميوزك برينز (الإنجليزية)
- بيني ديهافن على موقع أول ميوزيك (الإنجليزية)
- بيني ديهافن على موقع ديسكوغز (الإنجليزية)
- بيني ديهافن على موقع قاعدة بيانات الفيلم (الإنجليزية)
- بيني ديهافن على موقع كينوبويسك (الروسية)